# Етногенез
Етногене́з (від дав.-гр. ἔθνος — «плем'я, народ» і γένεσις — «виникнення, походження») — концепція формування та розвитку етнічних спільностей. Традиційна оцінка етносів визначається ретроспективно за допомогою даних різних дисциплін (історія, археологія, мовознавство, етнографія, антропологія тощо) від початкової точки безперервності етнокультурного розвитку конкретного народу.

## Загальна інформація
Етногенез включає як початкові етапи виникнення якого-небудь народу, так і подальше формування його етнографічних, лінгвістичних і антропологічних особливостей.
Історично розрізняють два типи етногенезу. Перший відноситься до етнічної історії домодерного суспільства і завершується утворенням народностей (переважно у феодальну добу). У етногенетичних процесах другого типу при додаванні сучасних етнічних спільнот (наприклад, сучасних народів Америки) вирішальну роль відігравали представники вже сформованих народів і процеси акультурації. У випадку подібному США, ліберальними дослідниками, етногенез характеризується взаємозв'язком двох видів етногенетичних процесів, консолідацією автохтонних (родинних і неспоріднених) етнічних компонентів і залученням до процесу етногенезу переселенців (мігрантів).
У ході етногенезу, під впливом особливостей господарської діяльності у певних природних умовах і з інших причин, формуються специфічні для нового етносу риси матеріальної і духовної культури, побуту, групових психологічних характеристик, що відрізняють його від інших (у тому числі сусідніх) етносів. У членів нової етнічної спільності з'являється спільна самосвідомість, значне місце в якій посідає уявлення про спільність їхнього походження. Зовнішнім проявом цієї самосвідомості є спільна самоназва — етнонім.
Вивчення етногенезу вимагає комплексного підходу з залученням даних суміжних дисциплін: етнографії, антропології, археології, порівняльного мовознавства.
На відміну від традиційного підходу існують і «альтернативні» теорії, зокрема пасіонарна теорія етногенезу Гумільова, у якій етногенез трактується як взаємодія різноетнічних спільнот напротязі всієї тривалості географічно-територіальної історії певної території.

## Напрями і форми етногенезу
Етнічні процеси є досить різноманітними, тому їх систематизують і класифікують за різними критеріями.
Перш за все виділяють:
- Етноеволюційні процеси — при зміні окремих компонентів культури етнічна свідомість етносу не змінюється.
- Етнотрансформаційні процеси — свідомість змінюється й етнічна приналежність людини стає іншою.[3]

Залежно від переваги доцентрових і відцентрових тенденцій етнічні процеси поділяють на дві групи: етнічне об'єднання і етнічний поділ.
Форми етнічного об'єднання:
- Етнічна фузія — процес злиття декількох раніше самостійних народів, споріднених мовою і культурою, в єдиний новий етнос.
- Етнічна консолідація — внутрішня згуртованість більш-менш значного етносу під час згладжування відмінностей між локальними групами етносу.
- Етнічна асиміляція — розчинення раніше самостійного етносу або його частини в середовищі іншого, як правило, більшого народу. Для сторони, яка асимілюється, — це етнотрансформаційний процес, для асимілюючого народу — етноеволюційний.
- Етнічна конвергенція — асиміляційний процес взаємодії двох дуже близьких один одному етносів.
- Міжетнічна інтеграція — взаємодія усередині держави або якого-небудь великого регіону декількох етносів, які істотно відрізняються між собою мовою і культурою, що призводить до появи в них низки загальних рис.

Форми етнічного поділу:
- Етнічна парциація — поділ єдиного етносу на кілька більш-менш рівних частин. Кожен з нових етносів не ототожнює себе повністю із похідним етносом.
- Етнічна сепарація — виділення від етнічної групи порівняно невеликої частини, яка згодом перетворюється на окремий етнос.[4]

### Пасивний або активний етногенез
Етногенез може відбуватися пасивно в накопиченні самосвідомості групи ідентичності, віддзеркаленої через взаємодію з оточенням, культурними і релігійними відмінностями між верствами суспільства, міграцією і іншими процесами, але для деяких груп етнічне утворення — неможливий результат.
Етногенез відбувається активно коли особи свідомо і безпосередньо створюють окремі спільноти за для вирішення політичних проблем — збереження або опанування певних культурних скарбів, внутрішньоетнічних стосунків тощо. Починаючи з кінця вісімнадцятого століття такі спроби часто були започатковані з відродження мови або створення нової мови, а також у створенні «національної літератури». У двадцятому столітті суспільства подревнюють свою історію завдяки міфам, що з часом можуть привести до етнічних або расових констант, як засіб підтримки або підтвердження їх колективної ідентичності, або громади.

## Географія
Географічні чинники можуть приводити як до культурної, так і до генетичної ізоляції від людського суспільства. Групи, які мешкають одним тереном і мають кровозмішення з покоління в покоління з часом мають значні культурні і генетичні відмінності, еволюціонуючи від першопочаткової інформації принесеної ними через взаємодію з унікальним екологічним оточенням. Етногенез в цих обставинах зазвичай приводить до спільноти, яка менш самосвідома, ніж та що відбулась завдяки конкуренції з оточуючим населенням. Особливо це помітно в пасторальних гірських народах, соціальна організація яких прагне до підтримання внутрішньородової спільноти, а не до колективної самосвідомості.

## Специфічний випадок: створення Молдавської спільноти в СРСР
Окреме молдавське етнічне самоусвідомлення впроваджувалося за часів СРСР, після заснування Молдавської АРСР в 1924, на прикордонні України яка включала в свій склад частину межиріччя між Дністром і Південним Бугом (Придністров'я); Чарльз Кінг вважає, що ця акція була спрямована задля потенційної комуністичної революції в Румунії. Спочатку етнічну самосвідомість молдаван підтримували задля територіальних претензій на тодішні румунські території Бессарабії і Північної Буковини. Після Радянського заняття цих двох територій в 1940, всі три частини були частково об'єднанні у Молдавію.
Питання, чи є молдовани окремим від румунів етносом, вельми суперечливе. З одного боку парламент Молдови (який мав комуністичну більшість) прийняв 2003 року «Положення національної політики Республіки Молдови», яке зазначає, що молдовани і румуни є двома різними народами і розмовляють двома різними мовами, і румуни утворюють етнічну меншість в Молдові, і що Республіка Молдова — законний наступник Князівства Молдавія. З іншого боку, молдовани визнаються окремою етнічною групою лише колишніми радянськими державами. Наприклад, в Сполучених Штатах, не бачать жодної різниці між румунами і молдованами.
Згідно з переписом у Молдавії за 2002, з 3 383 332 осіб, що мешкали в Молдові, 16.5 % (558 508) зазначили румунську рідною мовою, тоді як 60 % вказали молдавську. 40 % міських мешканців вказали румунську — рідною мовою, в сільській місцевості ледве один з семи вказав румунську рідною мовою.